# Liste von Persönlichkeiten der Stadt Neuwied

Wappen der Stadt Neuwied

Diese Liste enthält die Ehrenbürger von Neuwied, die vor Ort geborenen Persönlichkeiten sowie solche, die in Neuwied ihren Wirkungskreis hatten, ohne dort geboren zu sein. Die letzten beiden Abschnitte sind jeweils chronologisch nach dem Geburtsjahr sortiert. Die Liste erhebt keinen Anspruch auf Vollständigkeit.

## Ehrenbürger von Neuwied

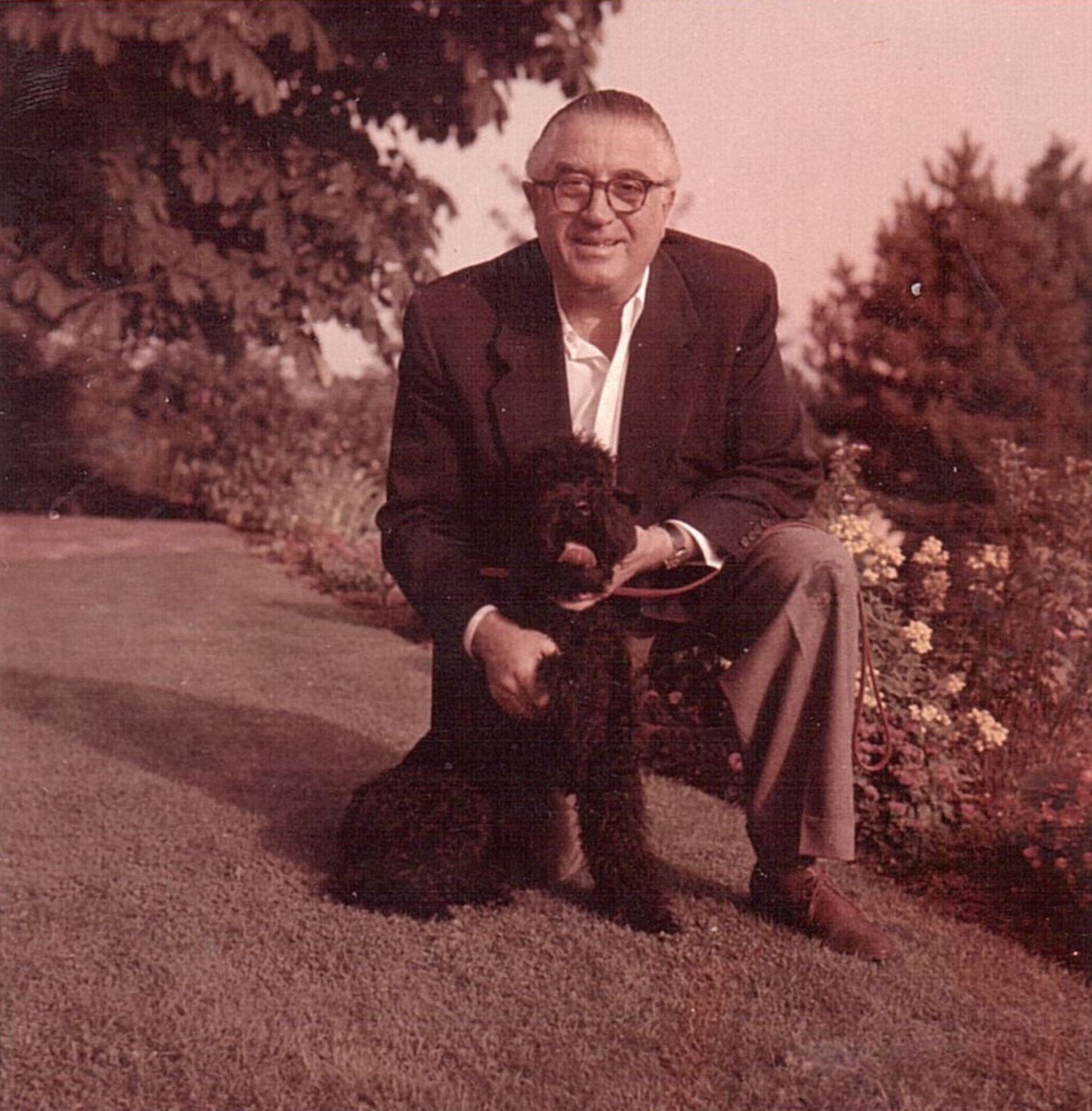
Richard Winkler

- 1895: Otto von Bismarck (* 1. April 1815 in Schönhausen, † 30. Juli 1898 in Friedrichsruh bei Hamburg) war von 1862 bis 1890 Ministerpräsident von Preußen und zugleich von 1867 bis 1871 Bundeskanzler des Norddeutschen Bundes sowie von 1871 bis 1890 erster Reichskanzler des Deutschen Reiches, dessen Gründung er maßgeblich vorangetrieben hatte.
- 1928: Julius Remy (* 6. Dezember 1848, † 29. August 1932), Fabrikant von Kartoffelflocken in Neuwied und Küstrin, Kommunalpolitiker, Stifter des Neuwieder Hallenbads. Er stammt aus der Unternehmerfamilie Remy (Rasselstein). Nach ihm ist in Neuwied die „Julius-Remy-Straße“ benannt.
- 1943: Hermann Wilhelm Göring (* 12. Januar 1893 in Rosenheim, † 15. Oktober 1946 in Nürnberg), war ein führender nationalsozialistischer Politiker und Oberbefehlshaber der deutschen Luftwaffe. Nach ihm wurde die erste Neuwieder Straßenbrücke über den Rhein nach ihrer Fertigstellung 1935 als Hermann-Göring-Brücke benannt. Der Alliierte Kontrollrat hat mit Kontrollratsdirektive Nr. 38 vom 12. Oktober 1946 die generelle Aberkennung von Ehrenbürgerschaften für verurteilte Kriegsverbrecher erklärt (Art. VIII, Ziffer II, Buchstabe i). Ungeachtet der Kontrollratsdirektive wäre die Ehrenbürgerschaft spätestens mit dem Tode, der am 15. Oktober 1946 eintrat, erloschen.
- 1968: Richard Winkler (* 24. Oktober 1898 in Heilbronn, † 6. Januar 1972 in Rengsdorf), langjähriger Seniorchef und persönlich haftender Gesellschafter der Firma Winkler+Dünnebier, Großes Verdienstkreuz des Verdienstordens der Bundesrepublik Deutschland (1959), „Ehrensenator“ der Technischen Hochschule Darmstadt (1969).
- 1971: Gustav Adolf Barth (* 1900 in Kaiserslautern, † 1977 in Neuwied), Unternehmer (Fa. Lohmann jetzt Lohmann & Rauscher, Verbandsstoffe, Lohmann Klebetechnik), Wirtschaftsförderung, evangelisch-kirchliches Engagement vor allem als Presbyter, Ehrenbürger der Stadt Neuwied auf Grund deren Rechtsnachfolge des eingemeindeten Feldkirchens.
- 1976: Paul Reuther (* 1904 in Neuwied, † 1983 in Neuwied), Unternehmer (Reuther Verpackung).
- 1976: Hans Schlechter, (* 7. Juli 1906, † 13. November 1989 in Neuwied), Unternehmer (Rechlaternen).
- 1976: Elfriede Seppi (* 6. Februar 1910 in Düsseldorf, † 14. Juni 1976 in Neuwied), Bundestagsabgeordnete, SPD.
- 1987: Dieter Berninger (* 15. Mai 1910 in Neuwied, † 15. Mai 1995 in Neuwied), Stifter einer Kunststiftung
- 1998: Robert Collet (* 18. Mai 1925 in Konz, † 4. Februar 2006 in Neuwied), Mitarbeit im deutsch-israelischen Freundeskreis, langjährige Tätigkeit als Kommunalpolitiker der SPD, ehrenamtlicher Richter am Verfassungsgerichtshof Rheinland-Pfalz, Gründer des Deutsch-Israelischen Freundeskreises in Neuwied.
- 1998: Rudolf Lahr (* 27. April 1929 in Neuwied Heimbach-Weis, † 15. September 2007 in Neuwied-Heimbach), Aufbau der Abtei Rommersdorf-Stiftung.
- 2005: Peter Michael Barth (* 7. Mai 1936 in Augsburg, † 16. Januar 2024 in Neuwied), Unternehmer (Fa. Lohmann jetzt Lohmann & Rauscher, Verbandsstoffe, ferner LTS sowie Lohmann-Gruppe, Klebebandsysteme), langjähriger stellvertretender Präsident der Industrie- und Handelskammer Koblenz, Förderer des dualen Studiums, Wirtschaftsförderung, Gründer und Förderer der Stiftung Schlosstheater, kirchliches Engagement vor allem als Presbyter.
- 2010: Dieter Rollepatz (* 1940), Mitbegründer des Zoo-Fördervereins Neuwied und langjähriger Beigeordneter in der Stadtverwaltung

## In Neuwied geborene Persönlichkeiten
Der erloschene Ortsteil Rockenfeld des Stadtteils Feldkirchen gilt als Herkunftsort der Familie Rockefeller.

### Bis 1800

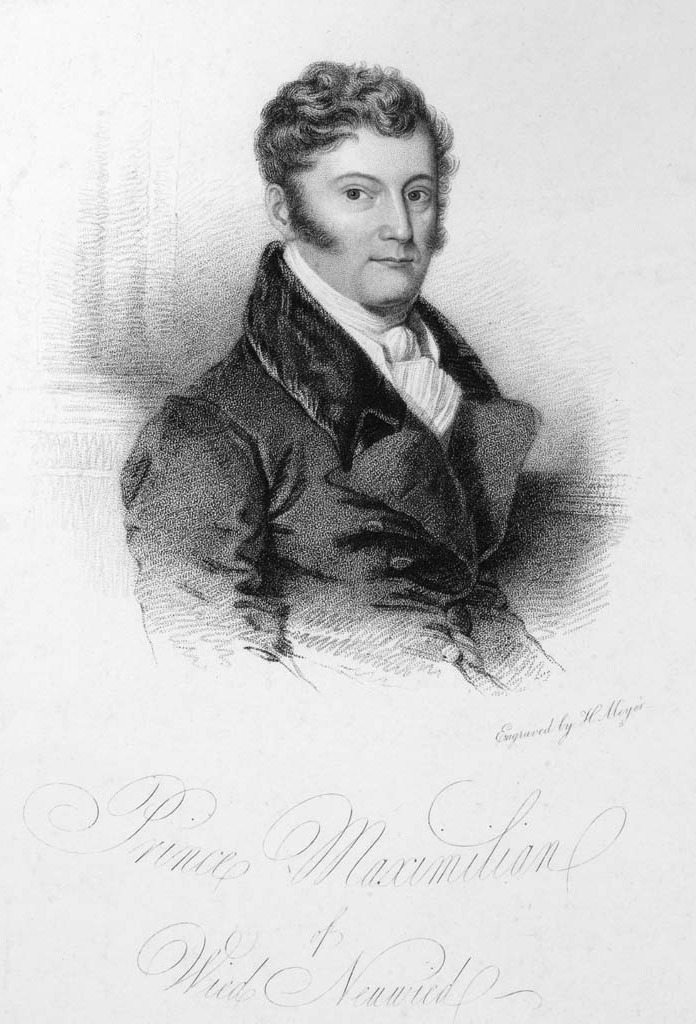
Maximilian zu Wied-Neuwied

- Hermann V. von Wied (1477–1552), Erzbischof von Köln, Reformator
- Franz Karl Ludwig von Wied zu Neuwied (1710–1765), preußischer Generalleutnant
- Moses Abraham Wolff (1713–1802), Leibarzt des Kölner Kurfürsten und Erzbischofs Clemens August
- Carl Elias Adolph von Hachenberg (1718–1776), preußischer Oberst
- Peter Kinzing (1745–1816), Uhrmacher und Mechaniker
- Johann Wilhelm Reinhardt (1752–1826), Unternehmer und Politiker
- Ludwig Roentgen (1755–1814), Theologe der Aufklärung und Schriftsteller
- Johannes Baptista von Albertini (1769–1831), Bischof der Herrnhuter Brüdergemeine
- Abraham Bleibtreu (1775–1852), Bergbauunternehmer und Bergmeister
- Leopold Bleibtreu (1777–1839), Bergwerks- und Fabrikbesitzer und Gründer der Alaunhütte auf der Holtorfer Hardt
- Johann August Karl zu Wied (1779–1836), Fürst
- Johann Martin Friedrich Nisle (1780–1873), Musiker und Komponist
- August von Röntgen (1781–1865), Jurist und Diplomat
- Maximilian Prinz zu Wied-Neuwied (1782–1867), (Pseudonym: Baron von Braunsberg), Forschungsreisender, Ethnologe, Zoologe und Naturforscher.
- Christoph Heinrich Reusch (1783–1866), Industrieller (Neuwieder Cichorienfabrik – „Neuwieder Pfau-Kaffee“)
- Moritz Trenck von Tonder (1786–1855), Bankier, Industrieller
- Karl Trützschler von Falkenstein (1786–1866), preußischer Generalleutnant
- Carl Friedrich Wendelstadt (1786–1840), Historien- und Porträtmaler, Radierer, Lithograph, Glasmaler, Inspektor und Zeichenlehrer
- Hans Karl Heuberger (1790–1883), Landrat und Oberregierungsrat

### 1801 bis 1850

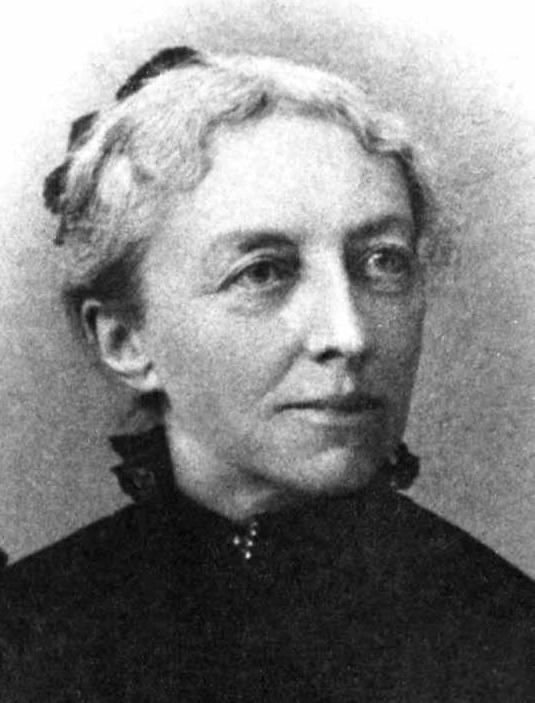
Anna Thekla von Weling

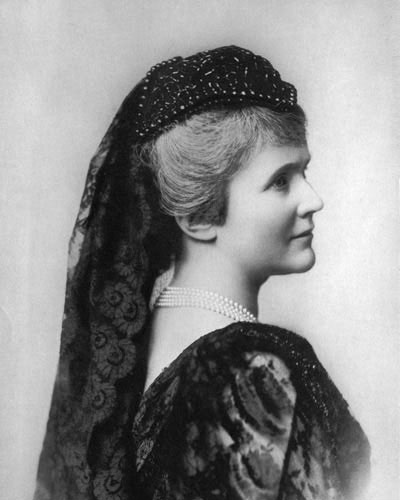
Prinzessin Elisabeth zu Wied

- Benno Johann Josef Müller (1803–1860), Professor für Bibelwissenschaft
- Konstantin von Gaertner (1805–1885), Regierungspräsident, Landrat und Mitglied des Preußischen Abgeordnetenhauses
- Philipp Wilhelm Wirtgen (1806–1870), Botaniker
- Benjamin Hirsch Auerbach (1808–1872), Rabbiner
- Eduard Freudenberg (1808–1865), Genre- und Porträtmaler
- Heinrich Schellenberg (1810–1876), Pfarrer und nassauischer Landtagsabgeordneter
- Wilhelm Strüder (1813–1891), Verleger (Verlag Strüder)
- Wilhelm Hermann Karl (1814–1864), Fürst zu Wied
- Adolf des Barres (1814–1873), preußischer Generalmajor
- Franz von Gaertner (1817–1872), Verwaltungsbeamter
- Hermann von Gaertner (1818–1886), preußischer Generalmajor
- August Siegert (1820–1883), Maler
- Richard Reinhardt (1820–1898), Übersetzer und Sprachlehrer
- Julius Weidtmann (1821–1896), Ingenieur
- Adolph Reinhard (1828–1898), deutscher Landwirt und Politiker
- Julius Reinhard (1833–1901), Maschinenbauer und Politiker
- Anna Thekla von Weling (1837–1900), Schriftstellerin; Pseudonym: Hans Tharau
- Franz Xaver Wagner (1837–1907), Konstrukteur und Erfinder
- Carl Bender (1838–1912), Theologe
- Hermann Radermacher (1839–1901), deutscher Landwirt und Politiker, von 1876 bis zu seinem Tod 1901 Erster Beigeordneter von Neuwied
- Philipp Strüder (1840–1906), Verleger (Verlag Strüder)
- Wilhelm Krupp (1843–1916), Kaufmann und Mitglied des Deutschen Reichstags
- Elisabeth Prinzessin zu Wied (1843–1916), Königin von Rumänien und Dichterin; Pseudonym: Carmen Sylva
- Helene Thau (1844–1934), Lehrerin und Schulleiterin
- Emilie Hopmann (1845–1926), Gründungsvorsitzende des Katholischen Frauenbundes
- Wilhelm Fürst zu Wied (1845–1907), Standesherr, Offizier und Politiker, Präsident des Preußischen Herrenhauses und Präsident des Rheinischen Provinziallandtages

### 1851 bis 1900

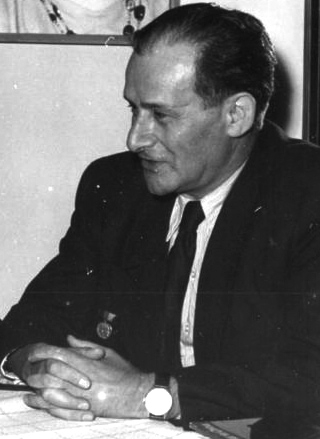
Friedrich Wolf

- Ferdinand Hueppe (1852–1938), Mitbegründer des DFB und Sportmediziner
- Paul Reichard (1854–1938), Afrikaforscher
- Friedrich Buchsieb (1856–1933), Landwirt, Beamter und Mitglied des Deutschen Reichstags
- Friedrich von Ingenohl (1857–1933), Admiral, Kommandant der kaiserlichen Hochseeflotte im Ersten Weltkrieg
- Johanna Loewenherz (1857–1937), deutsche Schriftstellerin und Frauenrechtlerin, Sozialistin
- Johannes Bühring (1858–1937), Philologe, Gymnasiallehrer und Heimatkundler in Thüringen und Elberfeld
- Wilhelm Reinhard (1860–1922), evangelischer Theologe und Politiker
- Marie Siegert (1861–1941), Politikerin (DVP)
- Christian Spielmann (1861–1917), Historiker, Archivar und Schriftsteller
- Otto Tilmann (1862–1934), Chirurg
- Robert Mischke (1865–1932), Vizeadmiral der Kaiserlichen Marine
- Ferdinand Siegert (1865–1946), Kinderarzt
- Carl Hosius (1866–1937), klassischer Philologe
- Clemens Kaufung (1867–1921), Opernsänger, Gesangslehrer und Filmschauspieler
- August Tilmann (1867–1923), Verwaltungsjurist und Regierungspräsident von Osnabrück
- Carl von Moers (1871–1957), Vielseitigkeitsreiter und Dressurreiter
- Friedrich zu Wied (1872–1945), Fürst zu Wied (1907–1918)
- Adolf Wirtz (1872–1953), Ingenieur
- Otto von Dungern (1875–1967), Jurist und Rechtshistoriker
- Gustav Erlemann (1876–1936), Kirchenmusiker und Komponist
- Wilhelm zu Wied (1876–1945), 1914 Fürst von Albanien
- Viktor Prinz von Wied (1877–1946), Diplomat
- Alfred Bernau (1879–1950), Schauspieler, Regisseur und Theaterdirektor
- Paul Reuther sen. (1879–1937), Gründer der Neuwieder Papierwerke Reuther (1912)
- Ludwig Köhler (1880–1956), Theologe
- Hans Gärtner (1881–1972), Verwaltungsjurist, Landrat
- Paul Knipping (1883–1935), Physiker
- Julius Strüder (1883–1978), Verleger (Verlag Strüder)
- Carl Einstein (1885–1940), Kunsthistoriker, Philosoph und Schriftsteller
- Gustav Bernhard Rüschhoff (1886–1947), deutscher Maler, Zeichner und Graphiker
- Curt Karl Rüschhoff (1887–1969), deutscher Architekt, Bruder von Gustav Bernhard Rüschhoff
- Wittmanns Ann (1887–1961), Neuwieder Original
- Friedrich Wolf (1888–1953), Arzt, Dramatiker und kommunistischer Politiker
- Peter Paul Eickmeier (1890–1962), Gebrauchsgrafiker, Pressezeichner und politischer Karikaturist
- Theodor Kraus (1894–1973), Wirtschafts- und Sozialgeograph, Hochschullehrer
- Gertrud Sauerborn (1898–1982), Lehrerin und Sozialarbeiterin
- Christian Theunert (1899–1981), Bildhauer, Maler, Grafiker und Dichter

### 1901 bis 1950

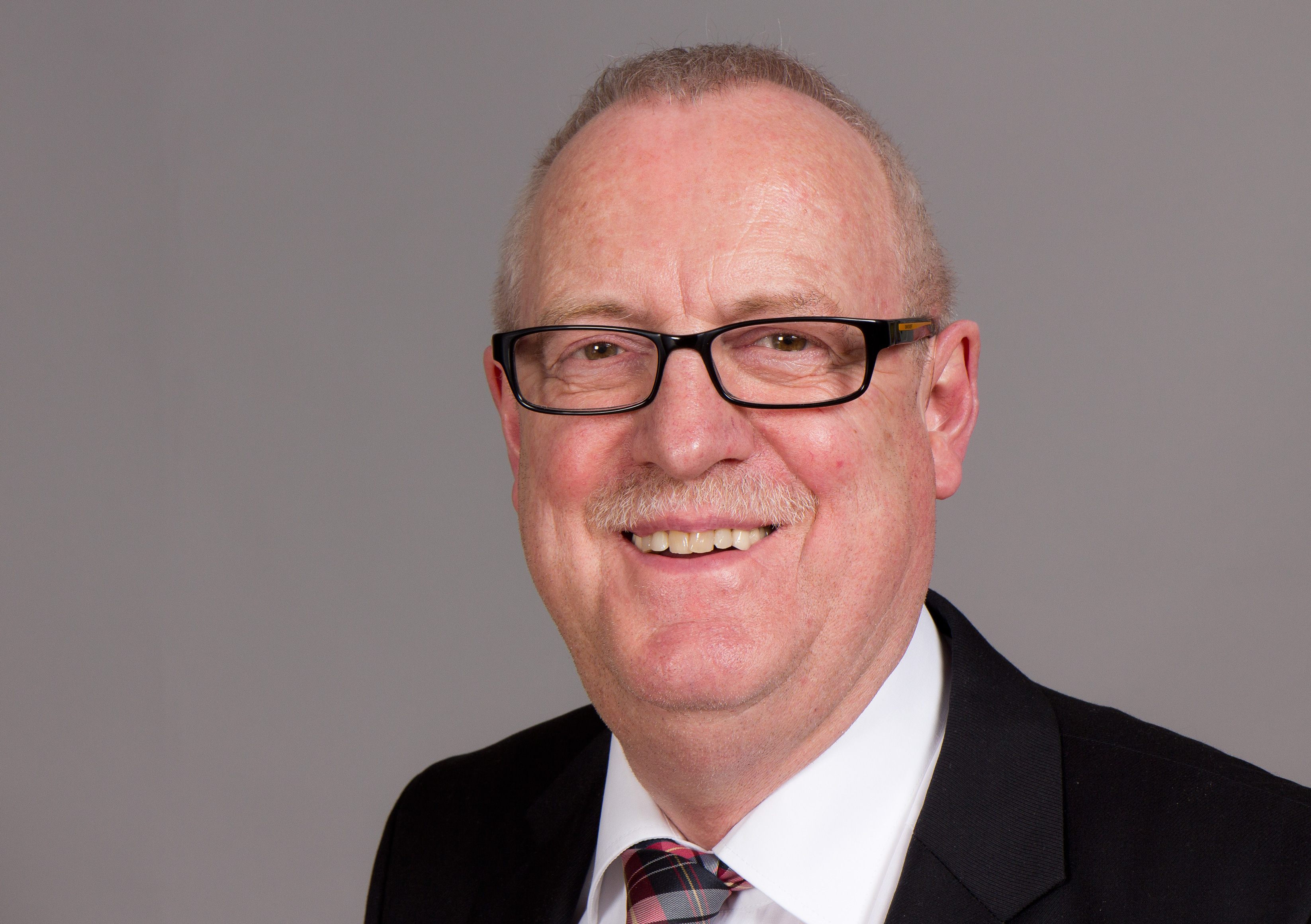
Fredi Winter

- Anton Sabel (1902–1983), Politiker (CDU), MdB, Präsident der Bundesanstalt für Arbeitsvermittlung und Arbeitslosenversicherung
- Jakob Franzen (1903–1988), Politiker (CDU), MdB
- Maria Mechelen (1903–1991), Benediktineroblatin und Sozialarbeiterin
- Detlef Dern (1905–1941), Kommunalpolitiker und Reichstagsabgeordneter der NSDAP
- Ernst vom Hofe (1905–1977), Bankenjurist und Ministerialbeamter
- Wilhelm Stricker (1905–1992), Kommunalpolitiker
- Hans Böhm (1906–1974), Politiker (SPD) und Gewerkschafter
- Walter Kaiser (1907–1982), Fußballspieler
- Rolf Strüder (1909–1972), Verleger und Buchautor Verlag Strüder
- Heinrich Anz (1910–1973), Jurist und Ministerialbeamter
- Philipp Dott (1912–1970), Maler und Sgraffito-Künstler
- Hermann Heibel (1912–1941), Schwimmer
- Ria Maternus (1914–2001), Gastwirtin
- Wilhelm Ulmen (1914–1993), Jurist und Politiker (FDP)
- Eduard Verhülsdonk (1914–1995), Journalist, Sohn von Eduard Verhülsdonk[1]
- Friedrich Hachenberg (1915–1992), Forstmann und Historiker
- Heinrich Zimmermann (1915–1980), katholischer Theologe
- Walter Christfreund (1917–1994), Ingenieur und Professor für Verkehrsbauwesen
- Rudolf Dahmen (1917–1989), Journalist
- Kurt Schmengler (1919–1998), Schauspieler
- Karl Heinz Gierenstein (1920–2002), Verwaltungsbeamter und Politiker (CSU)
- Ilse Reiter (1920–2009), Politikerin (DPS)
- Friedrich Schadeberg (1920–2018), Unternehmer
- Fritz Blankenhorn (1921–2011), Grafiker und Buchautor
- Rudolf Henn (1922–1989), Nationalökonom
- Otto Bach (1924–2010), Heimatforscher und Pädagoge
- Günter Glaser (1924–2009), Schauspieler
- Helmut Loos (1924–2000), Politiker (CDU)
- Franz Josef Dazert (1925–2022), Industriemanager
- Hans Trees (1925–2005), Beamter und Politiker (SPD)
- Rudolf Kreis (1926–2016), Literaturwissenschaftler
- Arnold Wirtgen (1926–2013), Beamter und Militärhistoriker
- Rudolf Maerker (1927–1987), Journalist, Politiker und Inoffizieller Mitarbeiter der Stasi
- Fritz Petsch (1927–2021), Arbeiter und Politiker (SPD)
- Laurentius Klein (1928–2002), Ordensgeistlicher
- Helmut Gröner (1930–2006), Wirtschaftswissenschaftler
- Jürgen Fangmeier (1931–2013), evangelisch-reformierter Theologe
- Hiltrud Wessling (1932–2008), ehrenamtlich tätige Bürgerin
- Hermann Walter (* 1934), Altphilologe
- Dieter Wolf (1934–2005), Verwaltungsjurist und Präsident des Bundeskartellamtes
- Karl-Heinz Böckstiegel (* 1936), Rechtswissenschaftler
- Richard Peau (* 1936), Schauspieler
- Christoph Lieske (* 1938), Pianist und Musikpädagoge
- Horst Siebert (1938–2009), Ökonom und Hochschullehrer
- Klaus Rudolf Werhand (1938–2009), Kunstschmied und Bildhauer
- Sigurd Remy (1939–2023), Politiker (SPD)
- Renate Freund (* 1939), Schriftstellerin
- Hans-Joachim Feix (1940–2023), Heimatforscher
- Manfred Scherrer (* 1940), MdL, MdB (SPD) und Oberbürgermeister von Neuwied (1990–2000)
- Dietrich Benner (* 1941), Pädagoge
- Udo Margedant (* 1942), Politikwissenschaftler
- Hartwig Bugiel (* 1943), Gewerkschafter
- Hans-Joachim Kann (1943–2015), Autor, Historiker und Stadtführer
- Harald Herresthal (* 1944), norwegischer Professor der Kirchenmusik
- Helmut Mörchen (* 1945), Literaturwissenschaftler und Publizist
- Peter Wels (* 1946), Zeichner
- Heinz Georg Bamberger (* 1947), rheinland-pfälzischer Justizminister
- Axel Müller (* 1947), Chemiker
- Bernhard Wambach (* 1948), Pianist
- Fredi Winter (* 1948), Politiker
- Bernd Kämpf (* 1949), Kirchenmusiker, Sänger und Cembalist
- Paul Stein (1949–2004), Grafiker und Buchkünstler
- Rüdiger H. Jung (* 1950), Hochschullehrer für Betriebswirtschaftslehre
- Wolfram Maas (* 1950), Diplomat

### Seit 1951

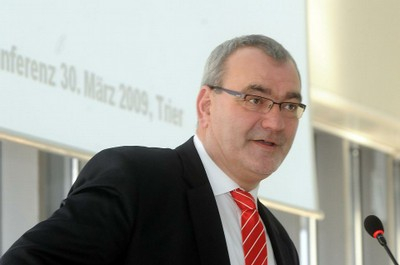
Dietmar Muscheid

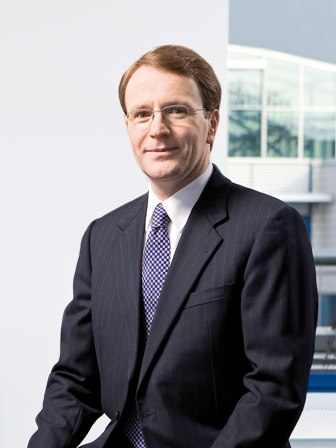
Mark Schneider

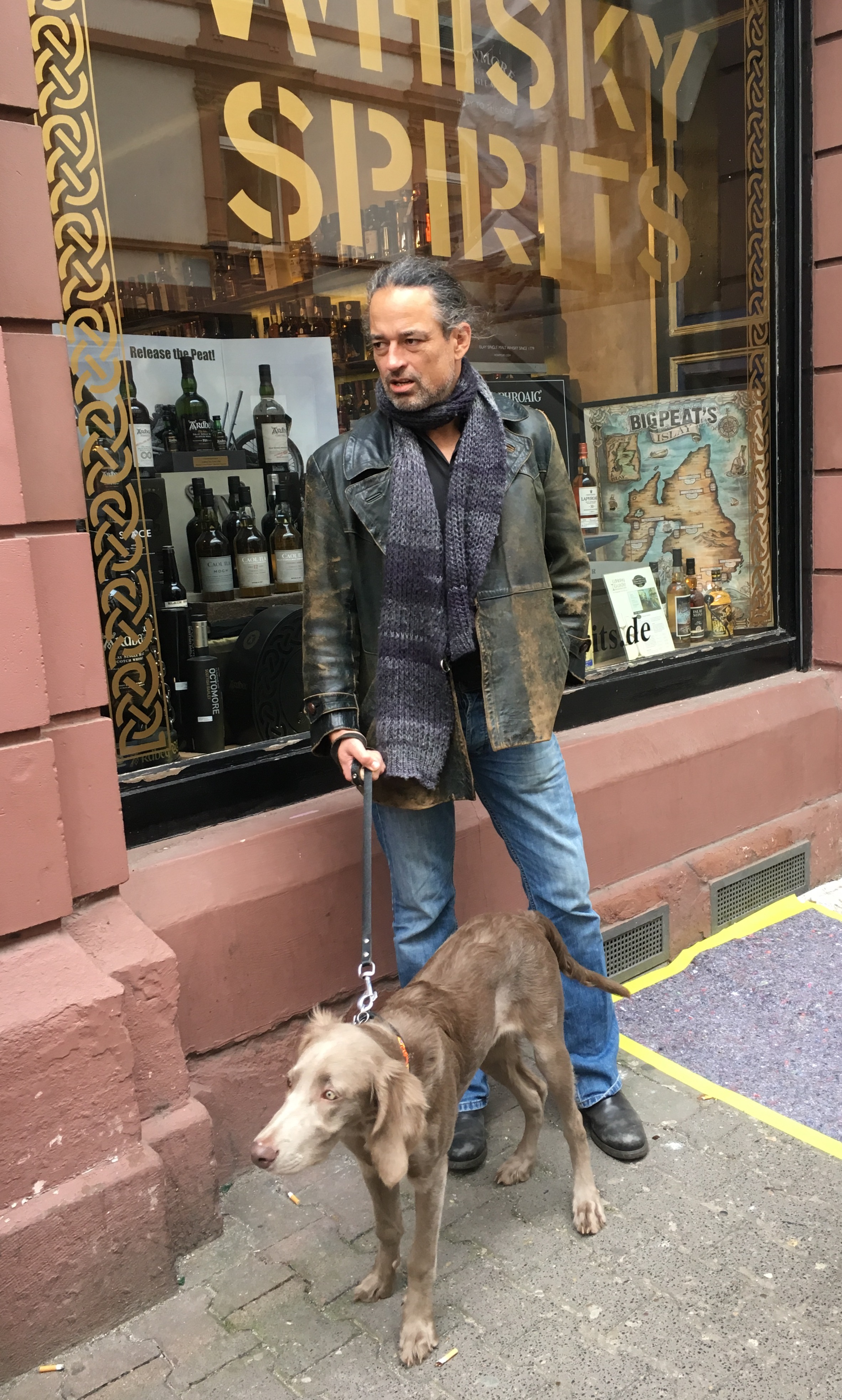
Boris Hillen

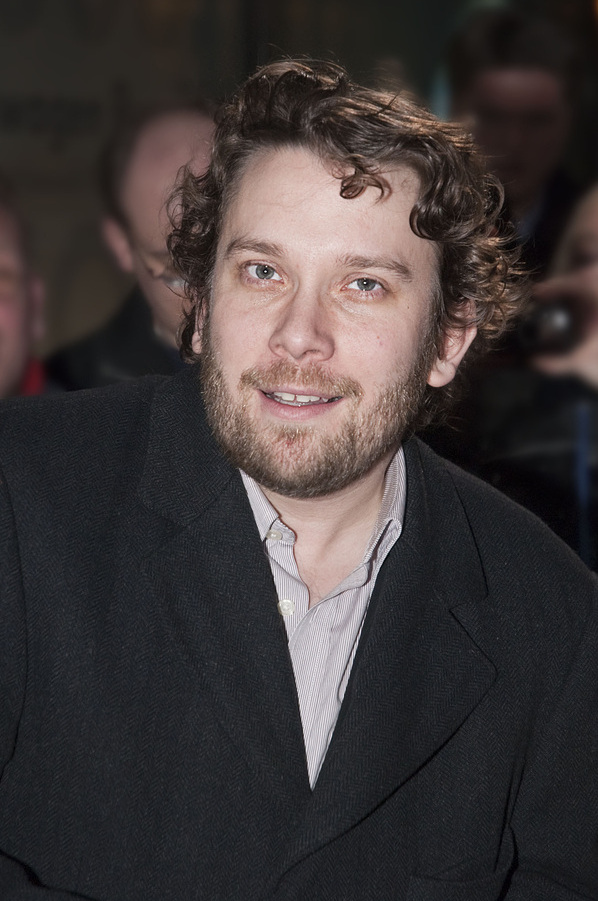
Christian Ulmen

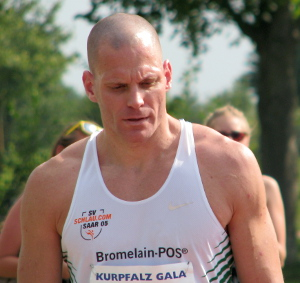
Simon Kirch

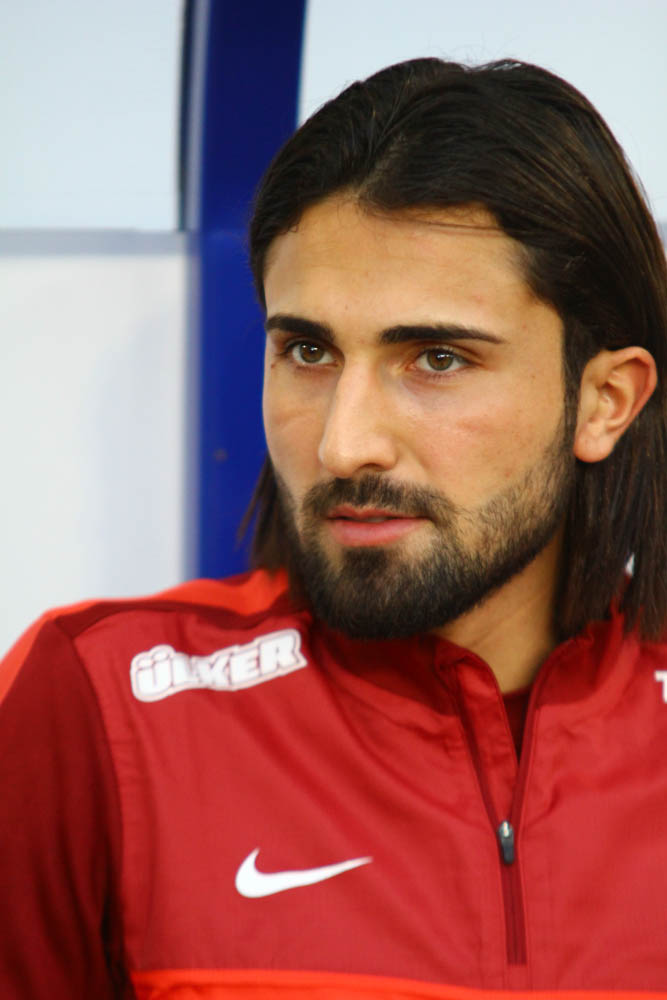
Hasan Ali Kaldırım

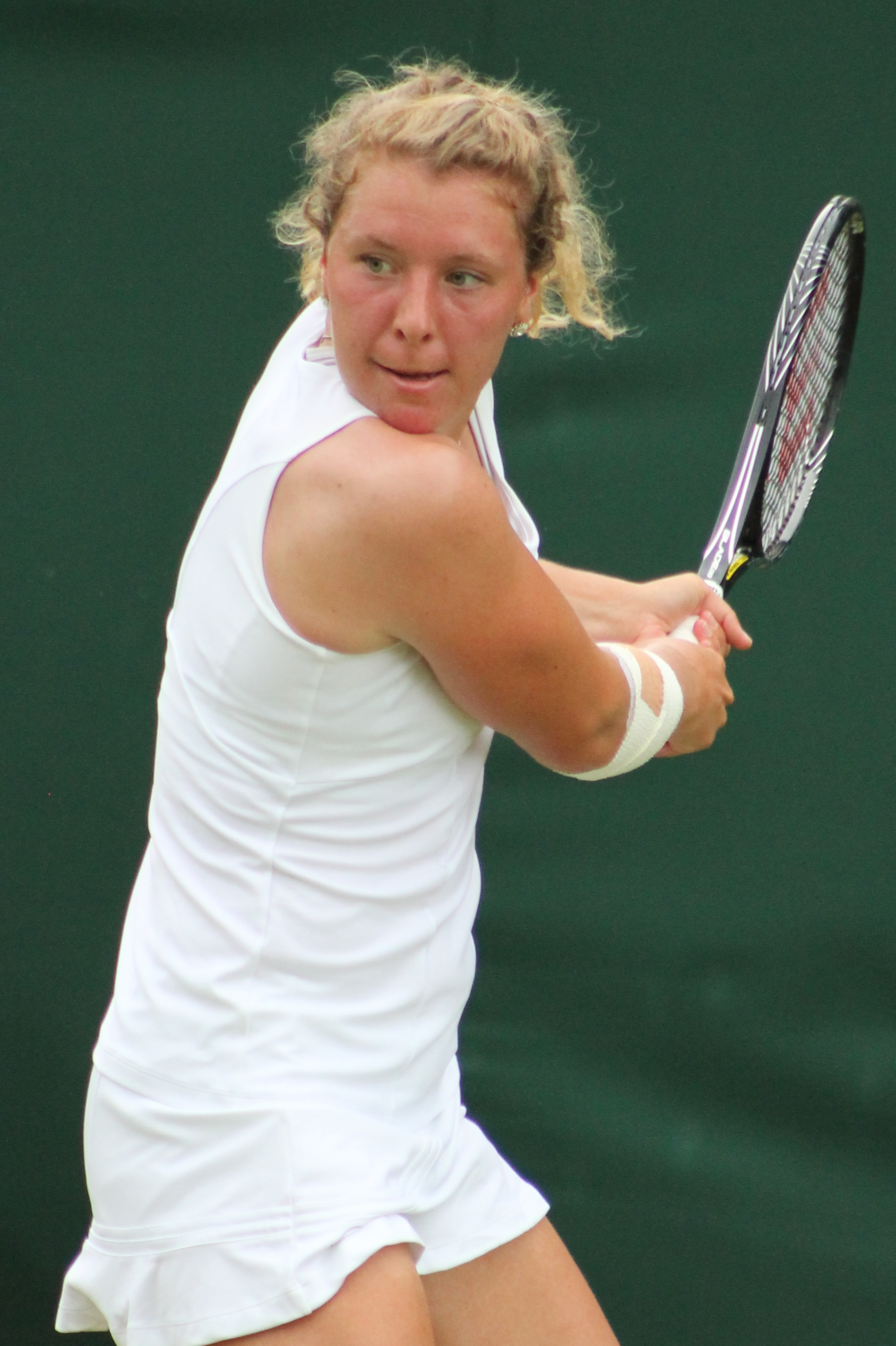
Anna-Lena Friedsam

- Wolfgang Christ (* 1951), Architekt und Stadtplaner
- Dorothea Szwed (* 1951), Politikerin (CDU)
- Monika Kropshofer (* 1952), Malerin und Fotografin
- Gabriella Wollenhaupt (* 1952), Krimiautorin
- Hilmar Boehle (1953–2009), Künstler
- Wolfgang Herzog (* 1953), Mediziner und Hochschullehrer
- Johann Wolfgang Wägele (* 1953), Zoologe und Direktor des Museums Koenig
- Wolfgang Beywl (* 1954), Sozialwissenschaftler
- Achim Fink (* 1954), Musiker
- Dieter Gruschwitz (1954–2022), Leiter der Hauptredaktion Sport beim ZDF
- Peter Krobbach (* 1954), Fußballspieler
- Luitgardis Parasie (* 1954), evangelische Pastorin und Autorin
- Rolf Wirtgen (* 1954), Militärhistoriker
- Herbert Zimmermann (* 1954), Fußballspieler
- Hans-Joachim Preuß (* 1955), Agrarökonom
- Ulrich Türk (* 1955), Gitarrist, Komponist, Liedermacher, Radiomoderator und Fachbuchautor
- Ute Pleuger (* 1956), Künstlerin
- Gert Winkelmeier (* 1956), Politiker (Die Linke)
- Bernhard Günter (* 1957), Komponist und Improvisationsmusiker
- Dietmar Muscheid (* 1957), Landesvorsitzender des DGB Rheinland-Pfalz
- Herbert Waldmann (* 1957), Chemiker
- Andreas Zendler (* 1957), Informatiker und Hochschullehrer
- Albrecht Zummach (* 1957), Komponist und Gitarrist; Träger des Kulturpreises der Stadt Neuwied 2000
- Jörg Bewersdorff (* 1958), Mathematiker
- Jörg Echtermann (* 1958), Radrennfahrer
- Lutz Neitzert (* 1958), Kultursoziologe und Publizist
- Georg Schmitz (* 1958), Komponist und Musikpädagoge
- Hans Martin Dober (* 1959), evangelischer Theologe
- Josef Hecken (* 1959), Politiker (CDU); 2009–2012 Staatssekretär im Bundesministerium für Familie, Senioren, Frauen und Jugend; zuvor von 2004 bis 2008 saarländischer Justiz- und Gesundheitsminister
- Margarita Broich (* 1960), Film- und Theaterschauspielerin und Fotografin
- Eckart Gaddum (* 1960), Journalist
- Johann Friedrich „Alexander“ Hermann Josias Wilhelm Erbprinz zu Wied (*1960), verzichtete auf seine Rechte als erstgeborener Sohn auf das Fürstenamt
- Friedrich August Maximilian Wilhelm „Carl“ 8. Fürst zu Wied (1961–2015)
- Thomas Sören Hoffmann (* 1961), Philosoph und Hochschullehrer
- Thomas Kinne (* 1961), Fernsehquizzer
- Sabine Peters (* 1961), Schriftstellerin
- Hans-Jürgen Urban (* 1961), Gewerkschafter
- Ewald Wessling (* 1961), Volkswirt
- Helmut Dieser (* 1962), Bischof von Aachen
- Thomas Scheu (* 1962), Weltmeister im Bodybuilding
- Hjalmar Thelen (1962–2017), Maler
- Bernd Friedrich (* 1963), Profiboxer und Deutscher Meister im Schwergewicht
- Peter Moskopp (* 1963), Politiker (CDU)
- Stephan Schaede (* 1963), evangelischer Theologe, Regionalbischof
- Susanne Betancor (* 1964), Sängerin, Komponistin und Autorin
- Hans-Georg Esch (* 1964), Architekturfotograf und Autor
- Rainer Furch (* 1964), Schauspieler
- Olaf Wiest (* vor 1965), deutscher Chemiker, Professor an der University of Notre Dame (USA)
- Thomas de Padova (* 1965), Wissenschaftspublizist
- Barbara Rose (* 1965), Schriftstellerin
- Tim Salditt (* 1965), Physiker
- Mark Schneider (* 1965), Manager
- Benedikt Welter (* 1965), katholischer Pfarrer, Sprecher des Worts zum Sonntag
- Mischa Bach (* 1966), Schriftstellerin
- Christoph Steinbeck (* 1966), Chemiker
- Michael Kimmel (* 1966), Fußballspieler
- Boris Hillen (* 1968), Schriftsteller
- Martin Werhand (* 1968), Verleger, Herausgeber und Schriftsteller Martin Werhand Verlag
- Hans-Joachim Faber (* 1969), Jurist und ehemaliger Präsident von Arminia Bielefeld
- Thomas Lampert (1970–2020), Sozialwissenschaftler und Epidemiologe
- Jan Henrik Stahlberg (* 1970), Schauspieler, Drehbuchautor und Regisseur
- Volker Busch (* 1971), Neurowissenschaftler und Sachbuchautor
- Andreas Halfmann (* 1971), Eishockeyspieler
- Frank Löhr (* 1971), Pianist, Komponist und Dirigent
- Sohre Tschakert (* 1971), Richterin am Bundesgerichtshof
- Caren Lay (* 1972), Politikerin (Die Linke)
- Ralf Peter Hammerstein (* 1973), Brigadegeneral der Bundeswehr
- Carsten Kehrein (* 1973), Glasdesigner
- Daniel Köfer (* 1973), politischer Beamter (CDU)
- Sascha Reimann (* 1973), Musiker und Schauspieler
- Melanie Andernach (* 1974), Filmproduzentin und Drehbuchautorin
- Nicole Besic-Molzberger (* 1974), Landtagsabgeordnete (Bündnis 90/Die Grünen)
- Daniela Wegener (* 1974), Vertreterin der neonazistischen „Freien Kameradschaften“ in Deutschland
- Konrad Bansa (* 1975), Handballtorwart und -trainer
- Jasna Mittler (* 1975), Schriftstellerin
- Christian Ulmen (* 1975), Fernsehmoderator und Schauspieler
- Markus Bleckwenn (* 1976), Allgemeinmediziner
- Daniel Faust (* 1976), Schauspieler und Sprecher
- Stephanie Kämmer (* 1977), Schauspielerin
- Elmar Hermann (* 1978), bildender Künstler
- Jörg Böhm (1979–2019), Journalist und Krimiautor
- Alexander Gräbeldinger (* 1979), Kolumnist und Buchautor
- Simon Kirch (* 1979), Leichtathlet, Olympiateilnehmer
- Marcel Hürter (* 1980), Politiker (SPD), Präsident des Statistischen Landesamtes Rheinland-Pfalz
- Christian Krey (*1980), Präsident TuS Koblenz
- Marc Frings (* 1981), Generalsekretär des Zentralkomitees der deutschen Katholiken (ZdK)
- Marion Möhlich (* 1981), Schlager-Sängerin Marry
- Patrick Dollmann (* 1982), Schauspieler und Regisseur
- Jan Hoffmann (* 1983), Koch
- Rainer Holl (* 1983), Autor, Poetry-Slammer und Moderator
- Julia Hütter (* 1983), Stabhochspringerin
- Thomas Klasen (* 1983), Fußballspieler
- Mike Rockenfeller (* 1983), Motorsportler
- Tobias Nickenig (* 1984), Fußballspieler
- Aaron Langenfeld (* 1985), römisch-katholischer Theologe
- Martina Plura (* 1985), Filmregisseurin
- Monika Plura (* 1985), Kamerafrau
- Lana Horstmann (* 1986), Politikerin (SPD)
- Samuel Koch (* 1987), Schauspieler, verunfallter Wettkandidat bei Wetten, dass..?
- Kim Lachmann (* 1987), Radrennfahrer
- Andreas Bleck (* 1988), Politiker (AfD)
- Jesko Habert (* 1988), Poetry-Slammer und Autor
- Julia Reuschenbach (* 1988), Politikwissenschaftlerin
- Tim Siekmann (* 1988), Eishockeyspieler
- Tobias Hegewald (* 1989), Rennfahrer
- Hasan Ali Kaldırım (* 1989), türkischer Fußballspieler
- Benedict Kloeckner (* 1989), Cellist
- Max Walscheid (* 1993), Radrennfahrer
- Anna-Lena Friedsam (* 1994), Tennisspielerin
- Khaled Narey (* 1994), Fußballspieler
- Pierre Fischer (* 1995), Politiker (CDU)
- Tarsis Bonga (* 1997), Fußballspieler
- Lara Klaes (* 1997), Politikerin (Bündnis 90/Die Grünen)
- Isaac Bonga (* 1999), Basketballspieler
- Sebastian Streu (* 1999), deutsch-kanadischer Eishockeyspieler

•  Franz Alexander Friedrich Wilhelm „Maximilian“ 9. Fürst zu Wied (*1999)
•  Franz Alexander Heinrich Konstantin „Friedrich“ Wilhelm Kronprinz zu Wied (*2001)

## Persönlichkeiten, die in der Stadt gewirkt haben

Alfred Winkler

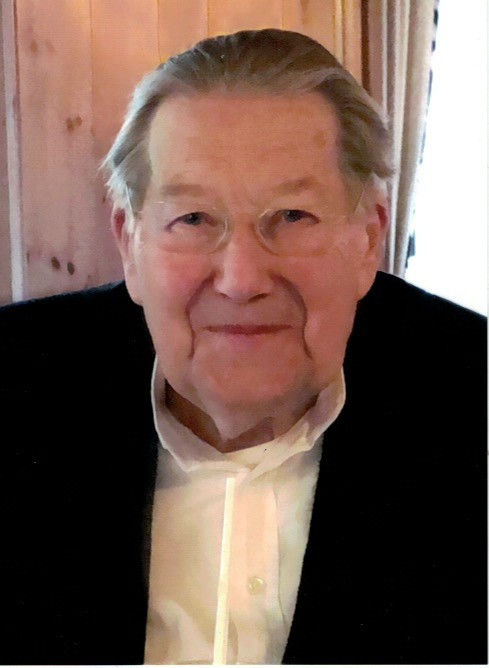
Alfred Doderer-Winkler, Ingenieur, Erfinder und Unternehmer

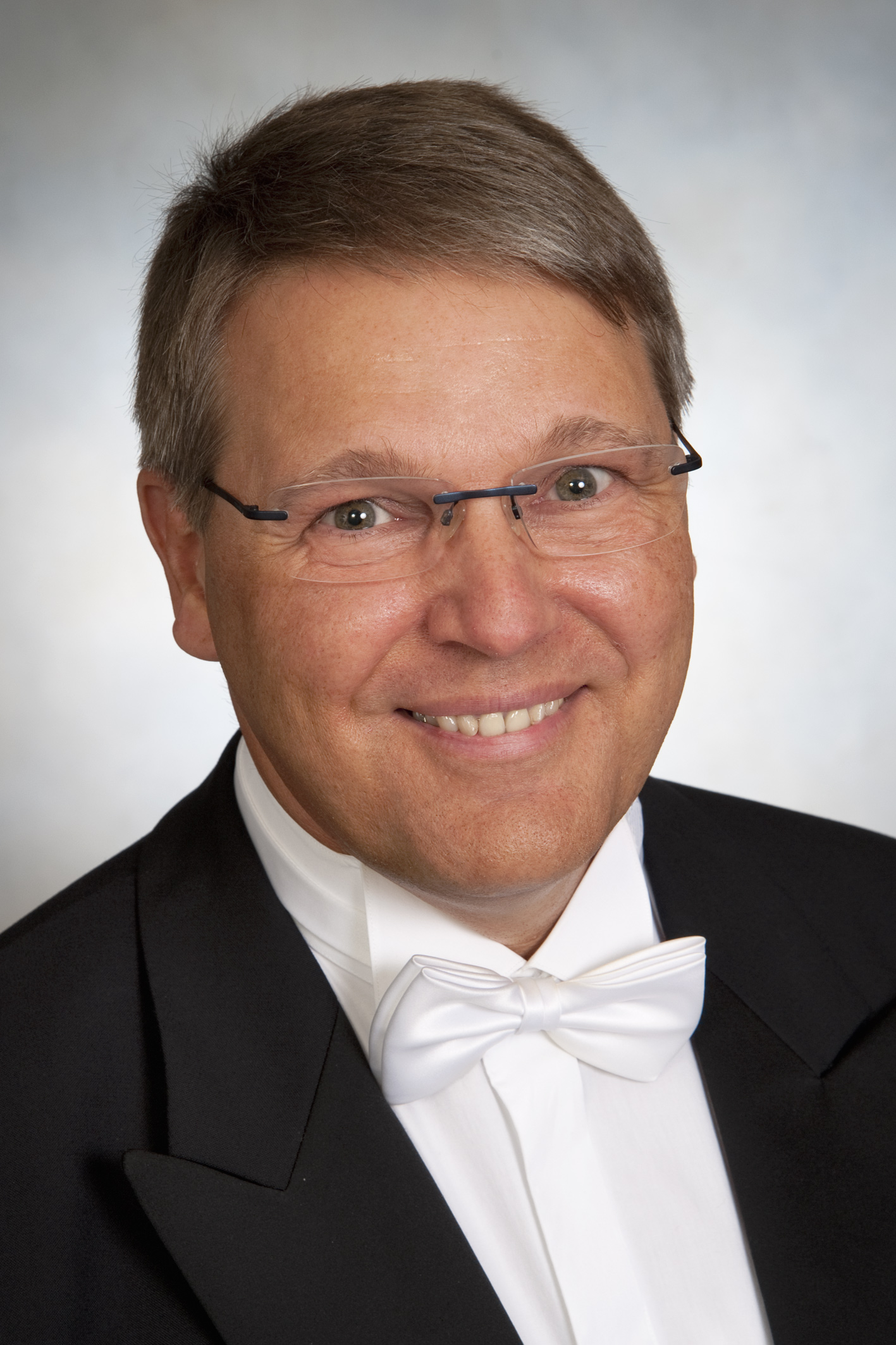
Thomas Schmidt, Kirchenmusikdirektor der Marktkirche

- Friedrich III. von Wied (1618–1698), Graf der Grafschaft Wied und Gründer der Stadt Neuwied
- Johann Friedrich Alexander zu Wied-Neuwied (1706–1791), erster Fürst zu Wied (1784–1791)
- Abraham Roentgen (1711–1793), Kunsttischler, Gründer der Roentgen-Möbelmanufaktur in Neuwied
- Heinrich Wilhelm Remy (1733–1779), Gräfl. Wied’scher Kammerrat und Kurtrier’scher Bergrat
- Christian Carl Greyß (1740–1804), Fürstlich-Wiedischer Schultheiß
- David Roentgen (1743–1807), Kunsttischler, Sohn von Abraham Roentgen
- Peter Kinzing (1745–1816), Uhrmacher in Neuwied, fertigte als Mitarbeiter David Roentgens astronomische Uhren und Spieluhren, die von diesem in seine Möbel eingebaut wurden.
- Carl Wilhelm Remy (1747–1817), Stahlpionier und Eisenindustrieller
- Christian Friedrich Hoffmann (1762–1820), Mathematiker, Erzieher der Wiedischen Prinzen und Pionier der provinzialrömischen Archäologie
- Philipp von Hilgers (1785–1852), Landrat der Kreise Linz, Ahrweiler und Neuwied
- Gerhard Moritz Roentgen (1795–1852), Pionier der Rheindampfschifffahrt
- August Heinrich Hoffmann von Fallersleben (1798–1874), Dichter des Lied der Deutschen, der deutschen Nationalhymne
- Joachim Quäck (vermutlich 1800–1834), Botokude, der von Prinz Maximilian zu Wied-Neuwied 1818 aus Brasilien nach Neuwied gebracht wurde und dort als persönlicher Kammerdiener des Prinzen tätig war
- Lorenz Goetz (1810–1894), Theologe, Politiker und Mitglied der Frankfurter Nationalversammlung
- Friedrich Wilhelm Raiffeisen (1818–1888), Gründer des Genossenschaftswesens
- Marie von Nassau (1825–1902), Ehefrau von Hermann Fürst zu Wied, Mutter von Elisabeth zu Wied, Königin von Rumänien
- Eduard Böhmer (1829–1872), Richter und Reichstagsabgeordneter
- Élisée Reclus (1830–1905), französischer Geograph und Anarchist, 1850–1851 Lehrer in Neuwied
- Eugen Richter (1838–1906), liberaler Politiker, wurde 1864 zum Bürgermeister von Neuwied gewählt, konnte das Amt jedoch aufgrund fehlender Bestätigung durch die preußische Regierung nicht antreten
- Gottlob Dittmar (1839–1891), Pädagoge und Autor, 1868–1882 Gymnasiallehrer in Neuwied
- Marie von Oranien-Nassau (1841–1910), Ehefrau von Fürst Wilhelm zu Wied
- Martha von Grot (1867–1962), Reformpädagogin
- Alfred Winkler (1872–1945), Mitbegründer und Seniorchef des Unternehmens Winkler & Dünnebier
- Max Dünnebier (1878–1950), deutscher Erfinder und Mitbegründer des Unternehmens Winkler & Dünnebier
- Hans Böhm (1882–1955), Politiker (SPD)
- Gustav Ulrich (1882–1953), Richter und Politiker (CDU), 1945 kurzzeitig Bürgermeister von Neuwied, danach Direktor des Neuwieder Amtsgerichts
- Eduard Verhülsdonk (1884–1934), Politiker und Journalist
- Robert Krups (1887–1950), Bürgermeister der Stadt und Initiator des Deichbaus von 1928–1931
- Fritz Reinhard (1889–1974), Ingenieur und Manager der Bimsindustrie
- Wilhelm Schweizer (1890–1958), Politiker (SPD, USPD), von 1945 bis 1955 Bürgermeister von Neuwied
- Agnes Meyer (1896–1990), Schaustellerin, die als „Mutter Courage vom Rhein“ bekannt wurde, nachdem sie während der Zeit des Nationalsozialismus als einzige Nichtjüdin durch Mut, Tatkraft und geschicktes Taktieren das Überleben eines Teils ihrer jüdischen Familie ermöglicht hatte
- Hugo Weischet (1897–1976), Landschafts- und Porträtmaler
- Elfriede Seppi (1910–1976), langjähriges MdB (SPD)
- Hildegard Emilie Schmidt (1917–1999), Heimatkundlerin (Elisabeth zu Wied – Carmen Sylva, August Bungert)
- Ludwig Schön (1918–1983), Politiker (SPD), Oberbürgermeister der Stadt von 1964 bis 1978
- Alfred Doderer-Winkler (1929–2019), Ingenieur, Erfinder und Unternehmer
- Christian Kühr (1929–1997), Volkswirt, Steuerexperte und Schriftsteller
- Ruth Weigmann (1929–2020), ehrenamtlich tätige Bürgerin
- Johann Wilhelm Gaddum (* 1930), Unternehmer und Politiker (CDU)
- Helga Vowinckel (1930–1986), Wirtschaftspädagogin, Oberstudienrätin und als Kernkraftgegnerin, trug 1977 wesentlich zum Baustopp des Kernkraftwerks Mülheim-Kärlich bei
- Walter Ullrich (1931–2024), Intendant an der Landesbühne Rheinland-Pfalz im Schlosstheater Neuwied (1979–2019)
- Friedrich Wilhelm Prinz zu Wied (1931–2000), Unternehmer, Mäzen, Präsident des „International Council for Game and Wildlife Conservation“, Mitglied des Neuwieder Stadtrats und des Neuwieder Kreistags
- Gerhard Bosinski (* 1937), Prähistoriker, Archäologe und ehem. Leiter des Museums für die Archäologie des Eiszeitalters im Schloss Monrepos
- Josef Happ (1938–2021), Bauingenieur und Politiker (CDU)
- Franz Salditt (* 1939), Rechtsanwalt
- Helga Hermes, (1945–2020), Politikerin (CDU), ehrenamtlich tätige Bürgerin
- Friedemann Schulz (1945–2016), Hörspiel- und Drehbuchautor
- Klaus-Peter Hildenbrand (* 1952), Leichtathlet der LG Andernach-Neuwied, Bronzemedaillengewinner der Olympischen Spiele 1976 in Montreal
- Werner Zupp (1956–2025), Evangelischer Pfarrer der Marktkirche
- Thomas Schmidt (* 1960), Kirchenmusikdirektor
- Karin Prien (* 1965), Bundesministerin für Bildung, Familie, Senioren, Frauen und Jugend
- Sven Lefkowitz (* 1968), Politiker (SPD)
- Jan Einig (* 1976), seit 2017 Oberbürgermeister von Neuwied
- Jan Bollinger (* 1977), Politiker (AfD)